# Living with War
Living with War je dvacátéosmé studiové album kanadského hudebníka Neila Younga, vydané v roce 2006 u vydavatelství Reprise Records. Poprvé bylo představeno dne 2. května 2006 a to pouze v internetové formě; 8. května pak byl zahájen jeho prodej v malých amerických obchodech a o den později pak na celém světě. Jde o konceptuální album věnující se kritice George W. Bushe a jeho zákrokům ve válce v Iráku. Nahráno bylo během devíti dnů v březnu a dubnu 2006. Původní verze alba obsahující jednodušší mixy písní vyšla v listopadu 2006 pod názvem Living with War: In the Beginning. Album bylo ve třech kategoriích nominováno na cenu Grammy.

## Seznam skladeb
| Pořadí | Název                       | Autor                                              | Délka |
| ------ | --------------------------- | -------------------------------------------------- | ----- |
| 1.     | After the Garden            | Neil Young                                         | 3:23  |
| 2.     | Living with War             | Young                                              | 5:04  |
| 3.     | The Restless Consumer       | Young                                              | 5:47  |
| 4.     | Shock and Awe               | Young                                              | 4:53  |
| 5.     | Families                    | Young                                              | 2:25  |
| 6.     | Flags of Freedom            | Young                                              | 3:42  |
| 7.     | Let's Impeach the President | Young                                              | 5:10  |
| 8.     | Lookin' for a Leader        | Young                                              | 4:03  |
| 9.     | Roger and Out               | Young                                              | 4:25  |
| 10.    | America the Beautiful       | Katharine Lee Bates (text), Samuel A. Ward (hudba) | 2:57  |

## Obsazení
- Neil Young – kytara, harmonika, zpěv
- Rick Rosas – baskytara
- Chad Cromwell – bicí
- Tommy Bray – trubka
- sbor čítající sto členů